# 350. strelska divizija (ZSSR)
350. strelska divizija (izvirno rusko 350. стрелковая дивизия; kratica 350. SD) je bila strelska divizija Rdeče armade v času druge svetovne vojne.

## Zgodovina
Divizija je bila ustanovljena avgusta 1941 v Atkarsku.